# Фелікс Ґра

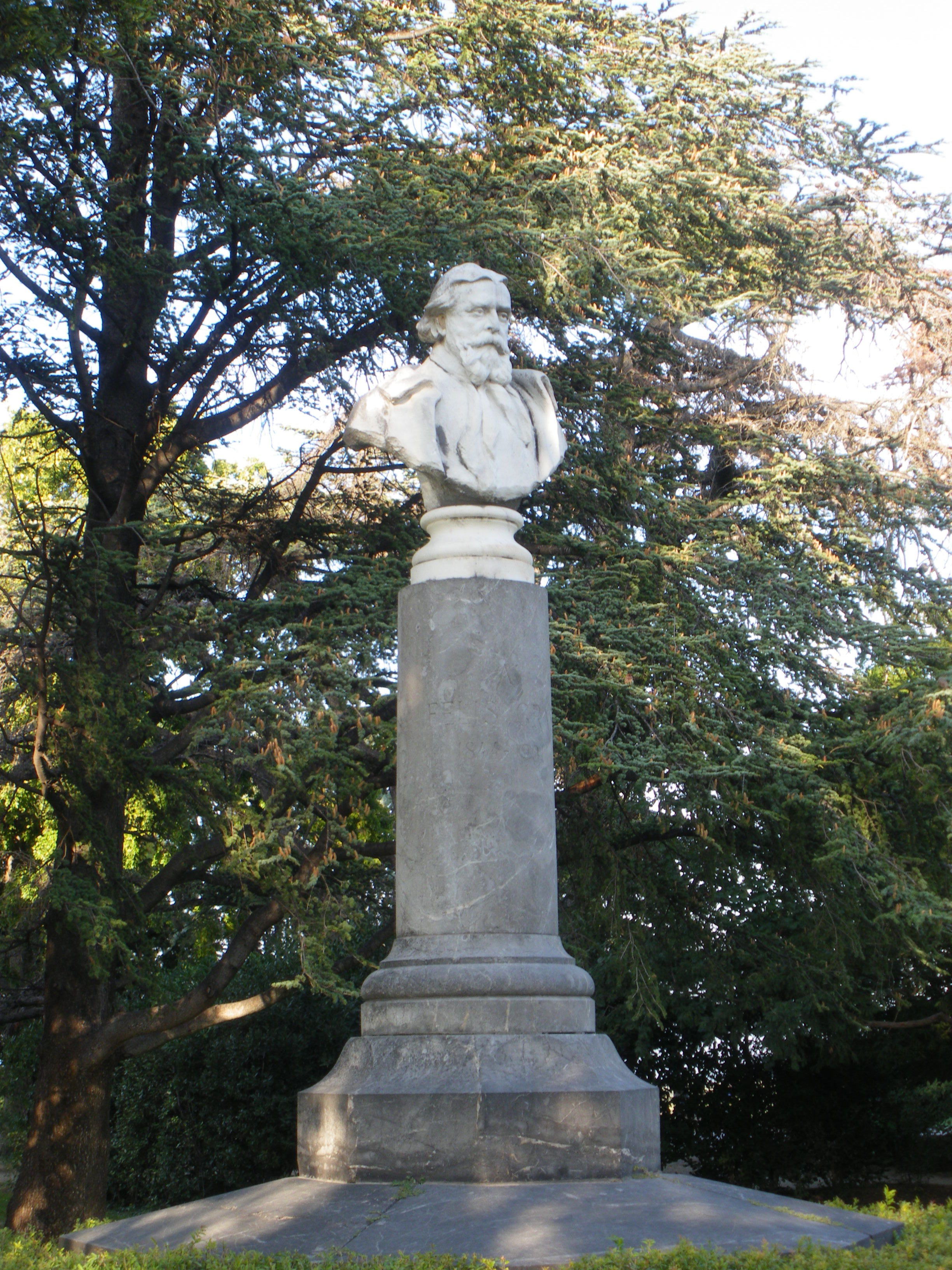
Статуя Фелікса Гра, встановлена на Роше-де-Дом в Авіньйоні.

Фе́лікс Ґра (фр. Félix Gras; нар. 3 травня 1844, Малемор-дю-Конта, Прованс, Франція — † 4 березня 1901, Авіньйон) — французький поет, магістрат і нотаріус.
Писав провансальською мовою (одним із діалектів окситанської мови). Був автором історичних і патріотичних поем, а також очолював літературно-культурне товариство Фелібриж, ставши капул'є (керівником) після свого шваґра Жозефа Руманіля.

## Біографія

### Дитинство
Фелікс Ґра народився у заможній селянській родині в селі Малемор-дю-Конта (департамент Воклюз, Прованс). Його батьками були Марі-Роз Бускарль (фр. Marie-Rose Bouscarle) та Жан-П'єр Ґра (фр. Jean-Pierre Gras), заможний землевласник та сільськогосподарський виробник.
Початкову освіту здобував у малому семінарії Сент-Гард у містечку Сен-Дідьє, а завершив навчання в місті Безьє, у пансіонаті, який вели Брати християнських шкіл, де навчався до 1860 року.
Справжнім відкриттям для нього стала поезія: Ґра захопився творами Гомера, а також поемою «Мірейо» (окс. Mirèio) Фредеріка Містраля, опублікованою у 1859 році.
Повернувшись до Воклюзу, юний Фелікс став свідком тріумфів перших фелібрив — представників окситанського культурного відродження, і вирішив приєднатися до їхньої справи.
Цей шлях став доступнішим завдяки шлюбу його сестри Роз-Анаїс (1841—1920) з Жозефом Руманілем у 1863 році. Вони познайомилися на «Квіткових іграх» в Апті (фр. Jeux Floraux d'Apt). Талант і ентузіазм молодого Ґра одразу ж підкорили Фредеріка Містраля, одного з лідерів фелібристського руху.

### Поет і республіканець
Спочатку він працював клерком у Жюля Ж'єри, брата Поля Ж'єри, а потім влаштувався нотаріусом у Вільнев-ле-Авіньйон. Саме там утвердилися його республіканські переконання. Його перша п'єса, «Карманьйола», була заборонена, і в 1871 році він переховував у своєму будинку Пелу, одного з лідерів Марсельської комуни, якого розшукувала поліція. У 1876 році йому вдалося опублікувати свій перший вірш "Li Carbonnié ", в якому він згадує вино 1792 року, яке бродить у серцях, щоб позбавити влади князів. У 1878 році він одружився з племінницею Руманіль, а у квітні 1879 року був призначений мировим суддею в Авіньйоні.
Далі були інші роботи, зокрема «Толоза» 1881 року та «Лу Руменсеро Провансо» 1887 року. Під час зустрічі з Альфонсом Доде та Бонапартом Вайзом, ірландським нащадком імператора та видатним провансалістом, він опублікував «Два катехизиси Лу про щастя», які потім з'явилися в газеті «L' Aïoli». Потоваришувавши з Полом Саїном, який зробив кілька його портретів.
Він скористався святкуванням першого століття Революції, щоб придушити останні спроби її очорнити, зокрема серед фелібрів, які підтримували відновлення монархії. Це дало йому право виголосити в 1891 році промову на урочистому відкритті пам'ятника, присвяченого сторіччю анексії Авіньйона Францією, у присутності президента Республіки Саді Карно . Потім, через рік, коли його щойно призначили капульє фелібріджа, він виголосив палку республіканську промову в Карпантра. У тому ж 1891 році була опублікована його збірка «Li Papalino».

### Марсельці (Червоні півдня)
Після цього він присвятив себе своїй головній праці «Li Rouge dóu Miejour» («Червоні Півдня»), яка принесла йому національну та міжнародну репутацію. Вперше опублікований у вигляді серійних видань у газеті Le Temps, його революційний епос вийшов одночасно в Нью-Йорку та Англії, де він здобув захоплення прем'єр-міністра Гладстона в 1896 році.
Пізніше його твір, перекладений шведською мовою, був опублікований французькою мовою в 1900 році видавництвом Віктора Гюго. Поряд з успіхом книготоргівлі, це видання викликало гнів у Шарля Морраса та застереження Фредеріка Містраля, який засудив «політичну трясовину». Поет помер у 1901 році, і на його гробниці в Малеморті він хотів бути вигравіруваним:Шаблон:Citation bloc

## Твори
Поетична творчість цього палкого республіканця контрастує з творчістю інших провансальськомовних поетів його часу вибором тем. Він написав два епоси «Лі Карбуньє» та «Толоза», а також романи, зібрані в збірнику «Лу Румансеро Провансо». Його дві найвідоміші роботи — це «Li Papalino», де він описує Авіньйон часів пап у стилі Боккаччо, та його шедевр «Li Rouge déou Miejour». Ця грандіозна епічна історія розповідає про піднесення батальйону Марсельє «і провансальців у Парижі, які пішли захищати Революцію, співаючи Марсельєзу.»
- Лі Карбуньє («Вугільники»), 1876
- Толоза (Тулуза), 1882
- Лу Румансеро Провансаль (The Provençal Romancero), 1887
- Лі Папаліно (The Papalines), 1891 рік
- Червоні Півдня, 1896